# Mataraua, Călărași
Mataraua este un sat în comuna Belciugatele din județul Călărași, Muntenia, România. La recensământul din 2011 avea o populație de 56 locuitori.

## Monumente istorice
În imediata vecinătate a localității arheologii au descoperit rămășițele unor fortificații ce datează din perioada Latène. Acestea au statut de monument istoric și au codurile CL-I-s-B-14560, respectiv CL-I-s-B-14559.
Biserica ortodoxă din localitate cu hramul "Sf. Împărați" datează din 1810 și este monument istoric (cod: CL-II-m-B-14690).
 Acest articol despre o localitate din județul Călărași este deocamdată un ciot. Puteți ajuta Wikipedia prin completarea lui.